# Hyptis glomerata
Hyptis glomerata là một loài thực vật có hoa trong họ Hoa môi. Loài này được Mart. ex Schrank mô tả khoa học đầu tiên năm 1826.